# Земо Хунці
Земо Хунці (груз. ზემო ხუნწი) — село в Грузії.
За даними перепису населення 2014 року в селі проживає 381 особи.